# Халецький Олексій Федорович
Олексій Федорович Халецький (рос. Алексей Фёдорович Халецкий; 7 жовтня 1926, Юдіново (нині Погарського району Брянської області), Російська РФСР — 27 грудня 1997) — радянський офіцер, Герой Радянського Союзу.

## Біографія
Народився у селянській родині. Росіянин. Закінчив 7 класів школи. У 1941–1943 роках перебував на окупованій противником території. В силу своїх можливостей займався підпільною та партизанської діяльністю.
У Червоній Армії з вересня 1943 року. Служив у запасному полку в Ульяновської області.
В діючий армії з липня 1944 року. Воював на 1-му Прибалтійському, 3-му Білоруському фронтах, в Земландській групі військ. В боях був поранений.
Брав участь:
- у 1944 році у відвоюванні Литви, в тому числі в боях в районі міст Рамігали, Куршеная, Шяуляя, в обороні на річці Німані;
- у 1945 році у Східно-Прусської операції, в тому числі у завоюванні міст Тільзіт (нині Совєтськ), Лабіау (нині Полеськ), в штурмі міста Кенігсберга, в боях за вихід до Балтійського моря на Земландському півострові в районі міста Фішхаузена (нині Приморськ).

Командир гармати 997-го стрілецького полку 263-ї стрілецької дивізії 43-ї армії 3-го Білоруського фронту молодший сержант Халецький відзначився при штурмі Кенігсберга. У ніч на 8 квітня 1945 року супроводжував штурмову групу свого полку. 9 квітня придушив кілька вогневих точок і знищив три самохідних гармати.
Указом Президії Верховної Ради СРСР від 19 квітня 1945 року за зразкове виконання бойових завдань командування на фронті боротьби з німецько-фашистськими загарбниками і проявлені при цьому мужність і героїзм молодшому сержанту Халецькому Олексію Федоровичу присвоєно звання Героя Радянського Союзу з врученням ордена Леніна і медалі «Золота Зірка» (№ 6259).
Після війни продовжував службу в Прибалтійському і Уральському військових округах. У 1951 році закінчив Київське об'єднане училище самохідної артилерії. Член ВКП(б) з 1951 року. У 1966 році закінчив заочно Воронезький державний університет.

Могила Олексія Халецького

З 1974 року полковник О. Ф. Халецький —в запасі. Жив у Києві. Працював в політвідділі Київського вищого зенітно-ракетного інженерного училища. Помер 27 грудня 1997 року. Похований в Києві на Берковецькому кладовищі (ділянка № 87).

## Нагороди
Нагороджений орденами Леніна (19 квітня 1945), Вітчизняної війни 1-го ступеня (11 березня 1985), «За службу Батьківщині в ЗС СРСР» 3-го ступеня (30 квітня 1975), Слави 3-го ступеня (15 вересня 1944), медалями.